# На углу Арбата и улицы Бубулинас
«На углу Арбата и улицы Бубулинас» (греч. Γωνία Αρμπάτ και Μπουμπουλίνας) — художественный фильм режиссёра Маноса Захариаса, снятый на киностудии «Мосфильм» в 1972 году. Премьера фильма состоялась 23 апреля 1973 года.

## Сюжет
Греческий антифашист по имени Мемос приехал в Москву, чтобы собрать необходимую информацию для своего документального фильма. По просьбе редактора одной из центральных газет, ему на помощь приходит журналист-международник Ксения Троицкая.
Сюжет фильма построен на воспоминаниях главных героев. Мемос рассказывает своей новой знакомой о его друзьях в Греции, таких же, как и он, подпольщиках, ведущих борьбу за свободу своей страны.
После военного переворота Мемос возвращается в Грецию, но вскоре попадает в тюрьму. Через своего друга он просит передать Ксении, что после победы назначает ей свидание на углу улиц их детства — московского Арбата и афинской Бубулинас.

## В ролях
- Людмила Чурсина — Ксения Троицкая
- Владимир Скоморовский — Мемос
- Раиса Зверева — Катина
- Николай Бурляев — Костас
- Вадим Власов — Цудерос
- Янис Мелдерис — Александракис
- Александр Литкенс — Георгис
- Владимир Заманский — Влад
- Сергей Шакуров — Гена
- Борис Иванов — Бося
- Георгиос Совчис — Сотирис
- Всеволод Шестаков — Саша
- Сергей Смирнов — камео
- Сурен Кочарян — камео
- Виктор Комиссаржевский — камео

## Съёмочная группа
- Автор сценария: Галина Шергова
- Режиссёр-постановщик: Манос Захариас
- Оператор-постановщик: Павел Лебешев
- Композитор: Альфред Шнитке
- Художник-постановщик: Абрам Фрейдин
- Звукооператор: Ян Потоцкий
- Режиссёр: Л. Брожовский
- Операторы: В. Абрамов, Ю. Васильев
- Художник по костюмам: М. Абар-Барановская
- Художник-гримёр: Н. Тихомирова
- Монтажёр: В. Белова
- Редактор: М. Рооз
- Оператор комбинированных съёмок: В. Якубович
- Художник комбинированных съёмок: И. Иванова
- Директор: Александр Веселовский